# Waldemar Głuszko
Waldemar Głuszko (ur. 12 września 1956 w Złocieńcu) – polski oficer dyplomowany Marynarki Wojennej w stopniu wiceadmirała w stanie spoczynku, nawigator, w latach 1988–1989 dowódca ORP „Lech”, od 15 sierpnia 2007 roku szef Sztabu – zastępca dowódcy Marynarki Wojennej, odznaczony Srebrnym Krzyżem Zasługi. Od 10 kwietnia do 25 czerwca 2010 roku cz. p.o. dowódca Marynarki Wojennej. Z dniem 15 sierpnia 2010 został wyznaczony na stanowisko zastępcy Szefa Sztabu Generalnego Wojska Polskiego. We wrześniu 2013 r. Komitet Wojskowy Unii Europejskiej wybrał wadm. Głuszkę na nowego zastępcę Dyrektora Generalnego Sztabu Wojskowego Unii Europejskiej; funkcję tę objął 15 września 2014 r. Zajmował tę funkcję do 31 października 2017 roku.

## Wykształcenie
Ukończył Technikum Budowlane przy ul. Jedności 9 w Koszalinie. W 1981 roku ukończył Wyższą Szkołę Marynarki Wojennej im. Bohaterów Westerplatte w Gdyni. W 1993 roku uzupełniał wykształcenie w Holenderskiej Akademii Obrony w Hadze, natomiast w 1998 roku odbył podyplomowe studia dowódczo-sztabowe w Akademii Marynarki Wojennej w Gdyni. Uczestniczył również w kursie bezpieczeństwa portowego i operacji ratowniczych w Yorktown (1995) oraz kursie przygotowawczym do służby w strukturach NATO w Norfolk (1998).

## Służba wojskowa
Początkowo zajmował kolejne stanowiska w 41 dywizjonie okrętów ratowniczych w Gdyni. W okresie od 1988 do 1989 roku był dowódcą okrętu ratowniczego ORP „Lech” projektu 570, po czym został szefem sztabu – zastępcą dowódcy 41 dywizjonu okrętów ratowniczych. W latach 1991–1995 dowodził grupą okrętów ratowniczych 45 dywizjonu pomocniczych jednostek pływających w Gdyni. Następnie służył w Dowództwie 3 Flotylli Okrętów im. kmdr. Bolesława Romanowskiego w Gdyni, a od 1999 roku przebywał w Regionalnym Dowództwie Sojuszniczych Sił Zbrojnych NATO na Wschodnim Atlantyku w Northwood (ang. Regional Headquarters, Eastern Atlantic – RHQ EASTLANT).
W 2002 roku wyznaczono go do Centrum Operacji Morskich w Gdyni, gdzie początkowo był szefem Ośrodka Ratownictwa Morskiego, a w 2004 objął funkcję szefa Pionu Planowania Operacji. Na początku 2007 roku został szefem Zarządu Planowania Obronnego i Rozwoju N5 w Sztabie Marynarki Wojennej w Gdyni. Z dniem 15 sierpnia 2007 roku kmdr Waldemar Głuszko awansował na stopień wojskowy kontradmirała i został szefem Sztabu Marynarki Wojennej – zastępcą dowódcy Marynarki Wojennej. 29 kwietnia 2009 został mianowany na stopień wiceadmirała. Decyzją Ministra Obrony Narodowej z dniem 31 października 2017 został zwolniony z zawodowej służby wojskowej, przechodząc w stan spoczynku.
Jest żonaty, ma córkę i wnuka.

## Odznaczenia
- Krzyż Kawalerski Orderu Odrodzenia Polski – 2014[7]
- Srebrny Krzyż Zasługi – 2004[8]
- Srebrny Medal „Siły Zbrojne w Służbie Ojczyzny”
- Srebrny Medal „Za zasługi dla obronności kraju”
- Odznaka pamiątkowa SG WP – 2011[9]
- Złoty Krzyż Honorowej Odznaki Organizacyjnej „Za Zasługi dla Związku Piłsudczyków RP” – 2009[10]
- Krzyż Honoru Bundeswehry w Złocie – Niemcy, 2014[11]